# 大通銀行
大通银行（英語：JPMorgan Chase Bank, N.A.，商業名稱：Chase Bank，商標：大通、JP摩根、JP摩根大通）是一家美國的全国性銀行、摩根大通的子公司，專注于商業和零售银行業務。大通银行與JP摩根公司於2000年合併，該銀行前稱為大通曼哈頓銀行（英語：Chase Manhattan Bank）。大通曼哈頓銀行是由大通國家銀行（英語：Chase National Bank）和曼哈頓公司銀行（英語：Manhattan Company）於1955年合併而成立。自2004年與芝加哥第一銀行合併以來，該銀行總部位於俄亥俄州哥倫布市 。該銀行收購了華盛頓互惠的存款和大部分資產。
大通在全美設有4,700多家分行和15,000台自動櫃員機。摩根大通擁有309,930名員工（截至2023年），並在100多個國家開展業務。 摩根大通目前擁有約4.2萬億美元的資產。
摩根大通透過其子公司大通成為美國四大銀行之一。

## 歷史

### 曼哈顿公司
美國大通銀行可追溯於1799年創立的曼哈顿银行。
在1798的那场黃熱病流行後，（那时候曾有流动摊贩在街角贩卖棺材）。阿龙·伯尔創立了曼哈顿公司；該公司表面上是一間由布朗克斯河運送食水至紐約的公司，但事實上被設計成紐約第二間銀行——一間與亚历山大·汉密尔顿的紐約銀行匹敵的銀行。——《經濟學人》
阿龙·伯尔與亚历山大·汉密尔顿，除了作為商業競爭對手，亦是政治上競爭對手。他們在1804年7月11日進行決鬥，最後亚历山大·汉密尔顿於翌日重傷死亡。當時決鬥所用的手槍由美國大通銀行持有，現時於摩根大通總部展出。

### 大通國民银行
大通國民银行於1877年由約翰·湯普森創立，名稱由美國財政部長兼首席法官萨蒙·波特兰·蔡斯而來，雖然蔡斯與銀行業無關。大通國民银行於1920年代透過旗下的證券公司收購了幾家規模較小的銀行，其最著名的收購案是1930年代收購了大股東是小約翰·洛克斐勒的纽约公平信托公司，這使其成為美國乃至世界級的大型銀行。大通国民银行也积极参与石油工业的投资中，董事会管理层与标准石油的公司继承者长期保持联系，其后改为埃克森美孚。

### 合併
1955年，大通国民银行与曼哈顿银行合并为大通曼哈顿银行。因为大通国民银行是相对较大的银行，所以大通国民银行最初拥有“曼哈顿银行”作为其外号，但这就泄露了伯尔最初以曼哈顿公司作为银行的意图，这不单包括需要条款来允许它用盈余资金来启动银行，还需要股份持有者的一致同意来完成银行的收购。最后交易是因为调整为大通国民曼哈顿公司银行而获得成功，而约翰·J·麦克洛伊成为合并公司的董事长，这样就不需要股份持有者的一致同意。在麦克洛伊的后继者George Champion带领下, 共1799间过时的州际分行被合并为一间现代银行。1969年，在小约翰·戴维森·洛克菲勒的带领下，银行成为银行控股公司大通曼哈顿集团的旗下一份子。

### 最近購併
1996年7月，收购汉华实业银行的化学银行成功兼并了美国大通银行。尽管在国家登记的名字依然是化学银行，但因为大通银行更为世人所知，所以依旧以大通曼哈顿银行命名。随后，JP摩根集团与大通曼哈顿银行在2000年12月正式合并。合并后，公司更名为JP摩根大通。在2004年，其继而收购了芝加哥第一银行，使得美国大通银行成为美国最大的信用卡发行商。2008年3月24日，JP摩根大通成功收购了曾为2007年全美第五大投资银行的贝尔斯登。
摩根大通集团於2008年9月25日以19億美元收购華盛頓互惠銀行。華盛頓互惠銀行在西海岸常年来对顾客的各种免费政策也随着被Chase的兼并而改变。

### 美国境外的信用卡公司
香港自1993年起，大通信用卡的發卡機構為Manhattan Card Company Limited，並一度更名為Chase Manhattan Card Company Limited。2000年，渣打銀行收購大通银行的香港零售銀行業務，包括其信用卡公司，並將大通信用卡更名為Manhattan信用卡。渣打香港至今仍然保留Manhattan信用卡，惟Manhattan Card Company Limited的註冊已於2006年註銷。
大通银行在加拿大为百思买（BestBuy）、Future Shop、西爾斯百貨（Sears）等公司签发Store Credit Card，但是不在加拿大从事其他金融业务。2018年3月大通銀行宣布，退出加拿大信用卡市場，關閉了所有信用卡帳戶，随后又于2019年8月宣布其加拿大持卡客户的所有信用卡债务无需偿还。

## 图集

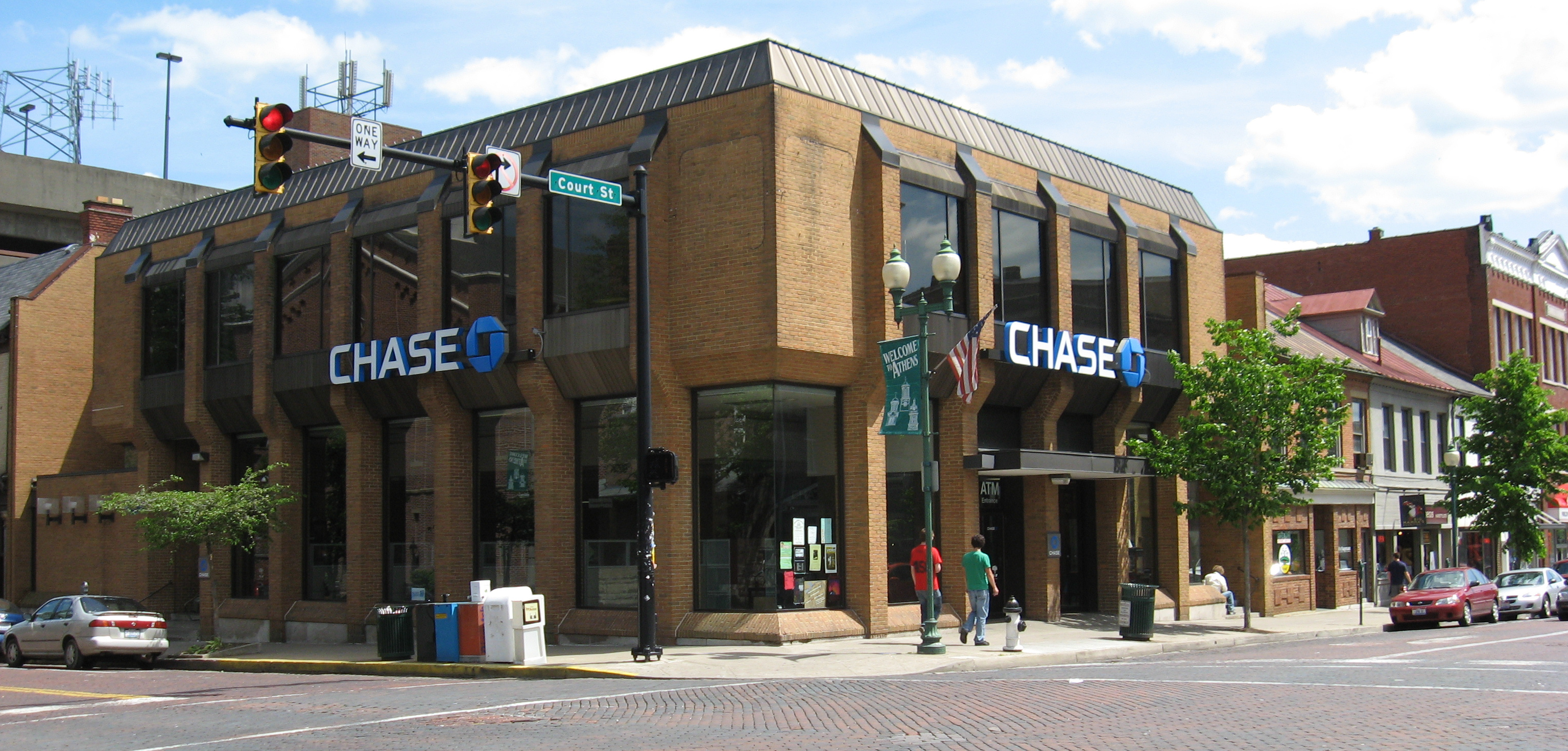
俄亥俄州阿森斯的一家支行
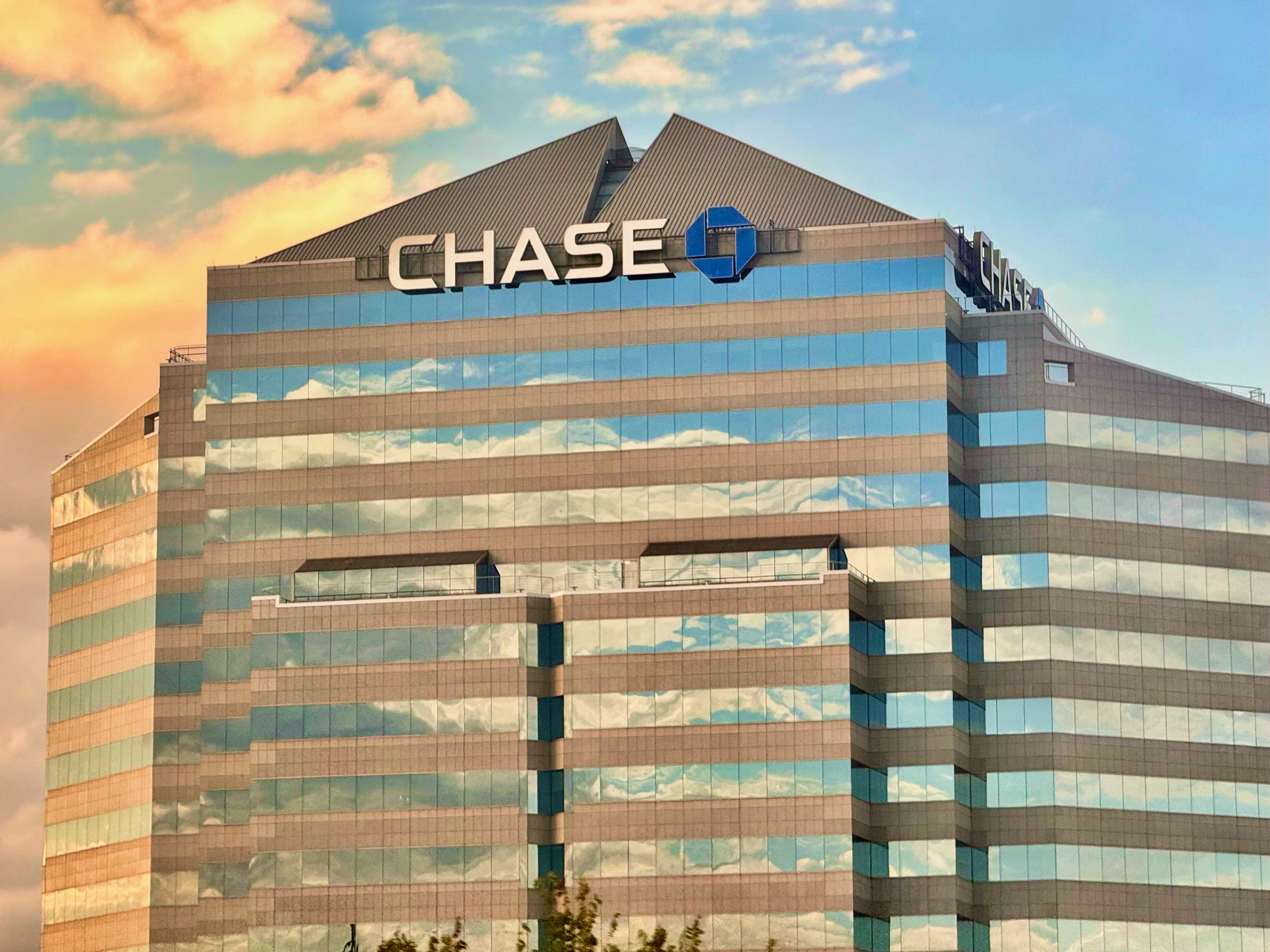
特拉华州威爾明頓的一家支行
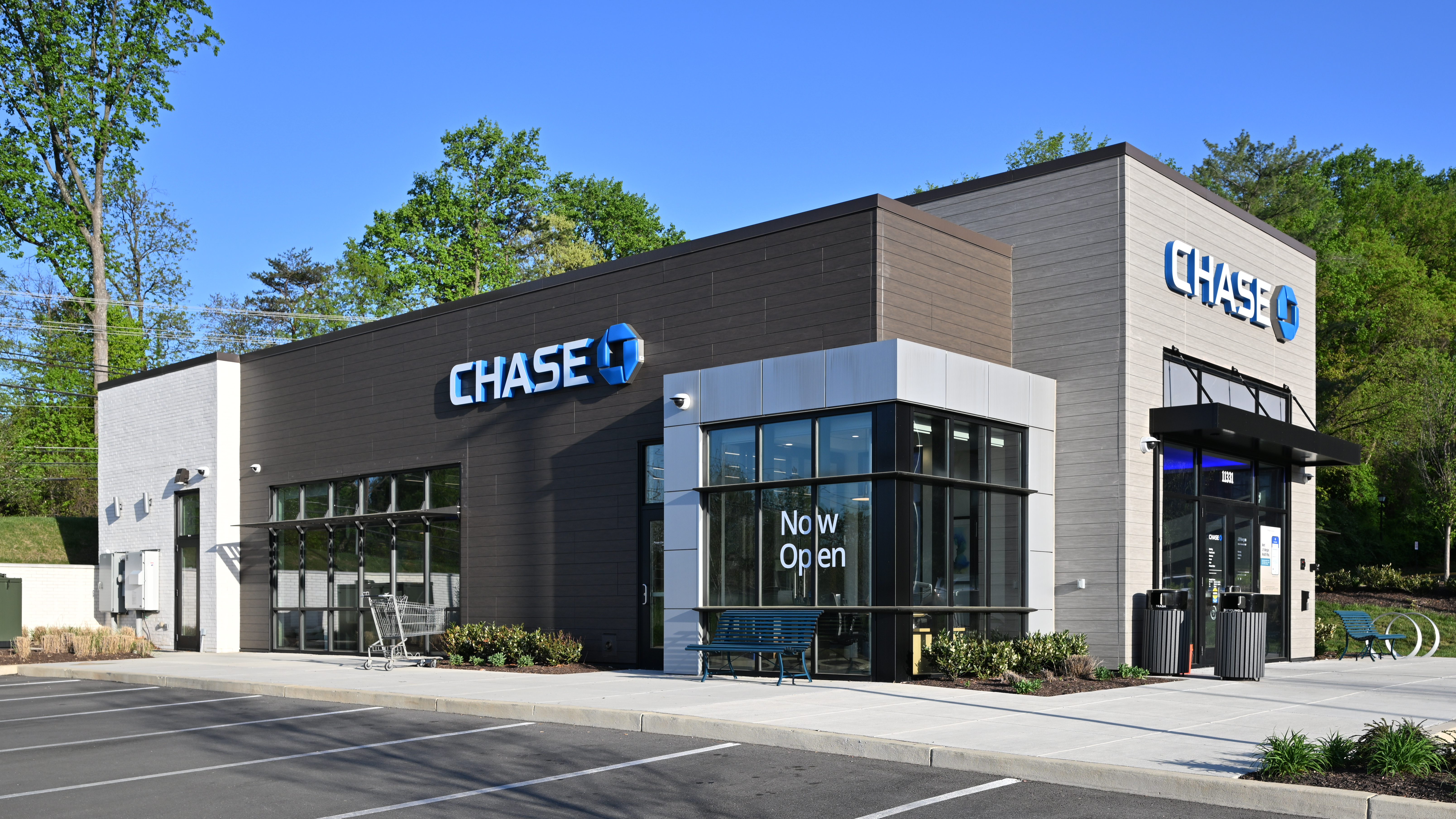
马里兰州波托馬克的一家支行
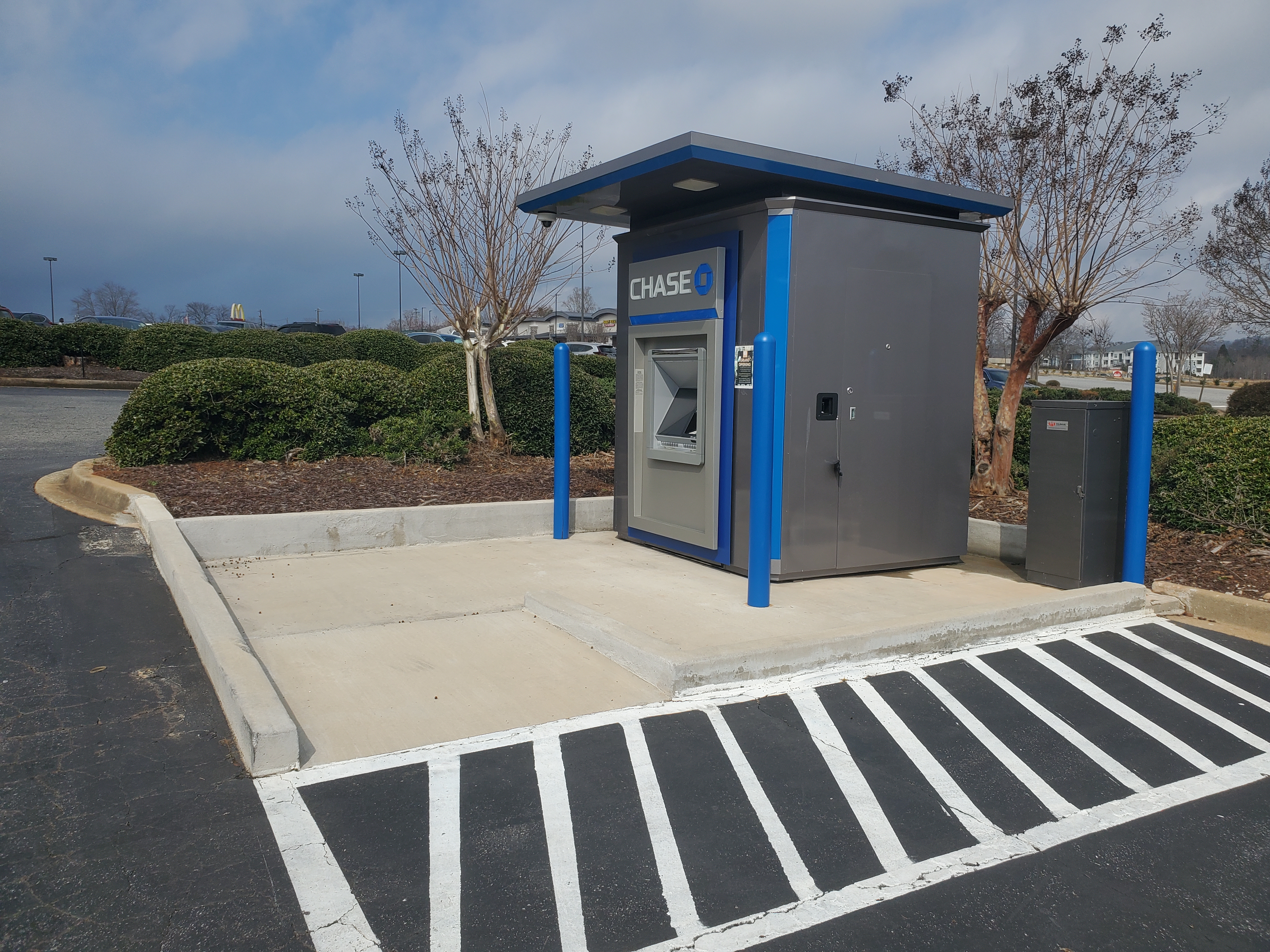
南卡罗来纳州格林維爾的一处自动柜员机
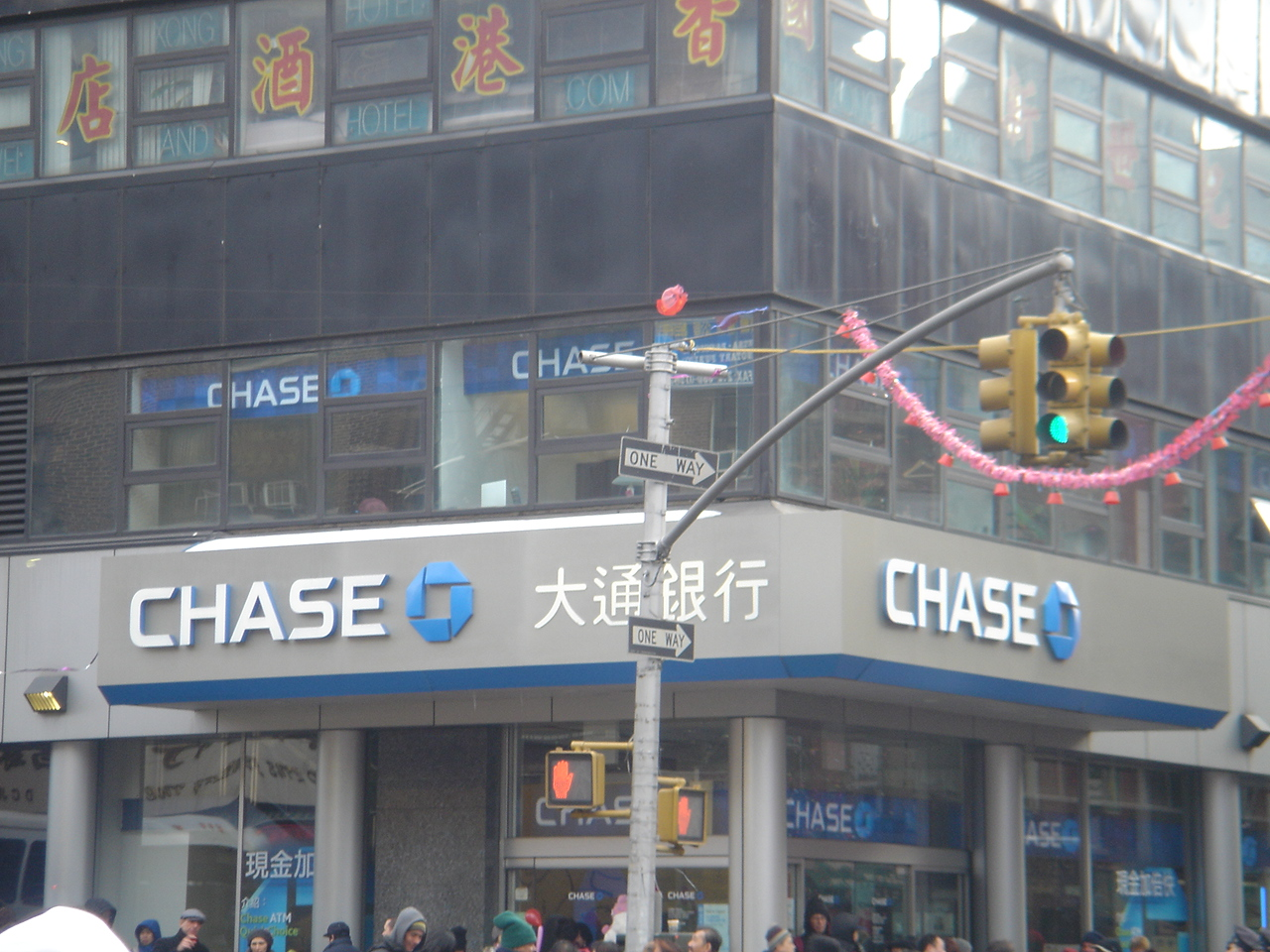
纽约曼哈頓華埠Chinatown支行
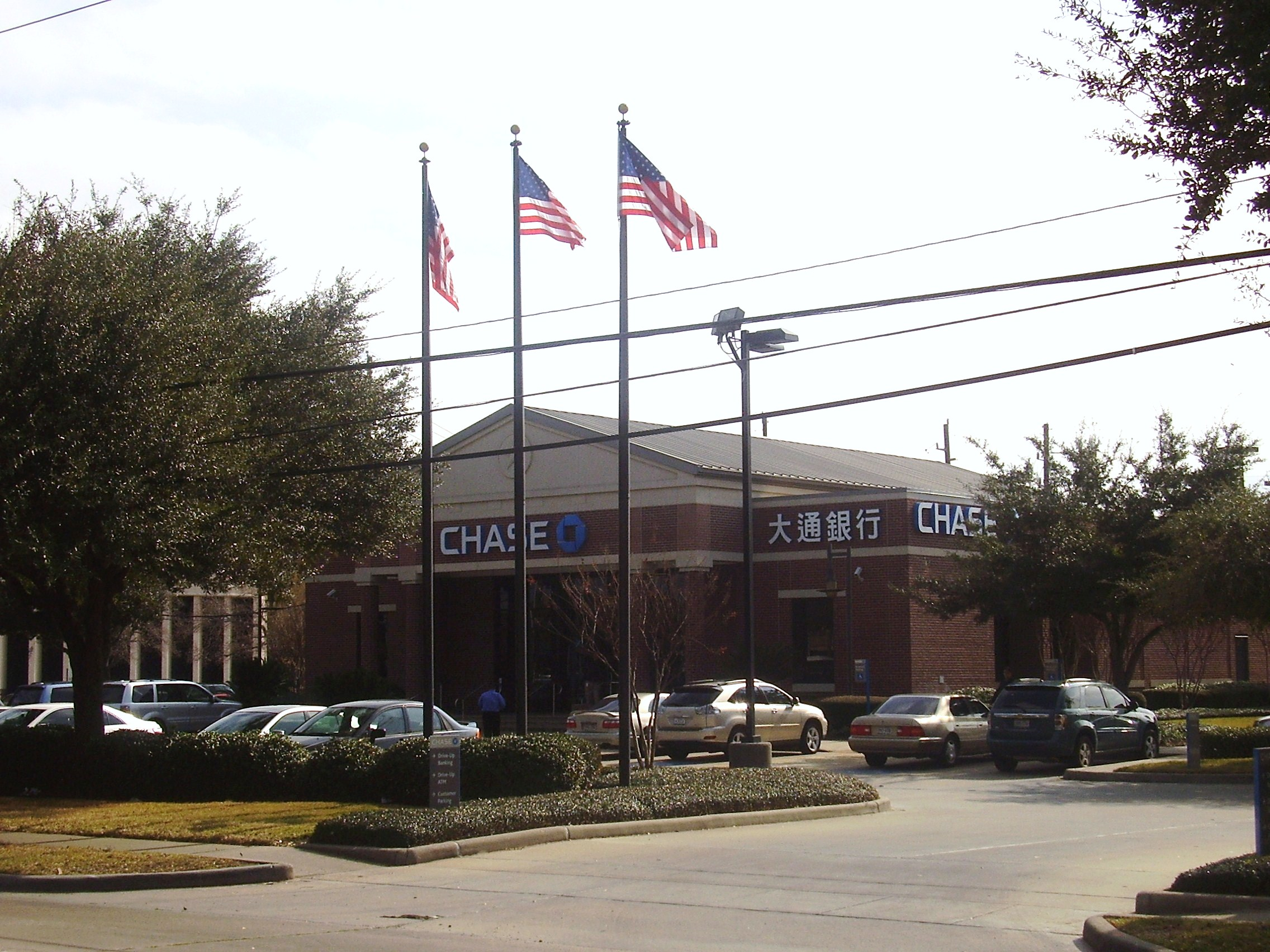
得克薩斯州休斯敦中國城Bellaire and Beltway支行
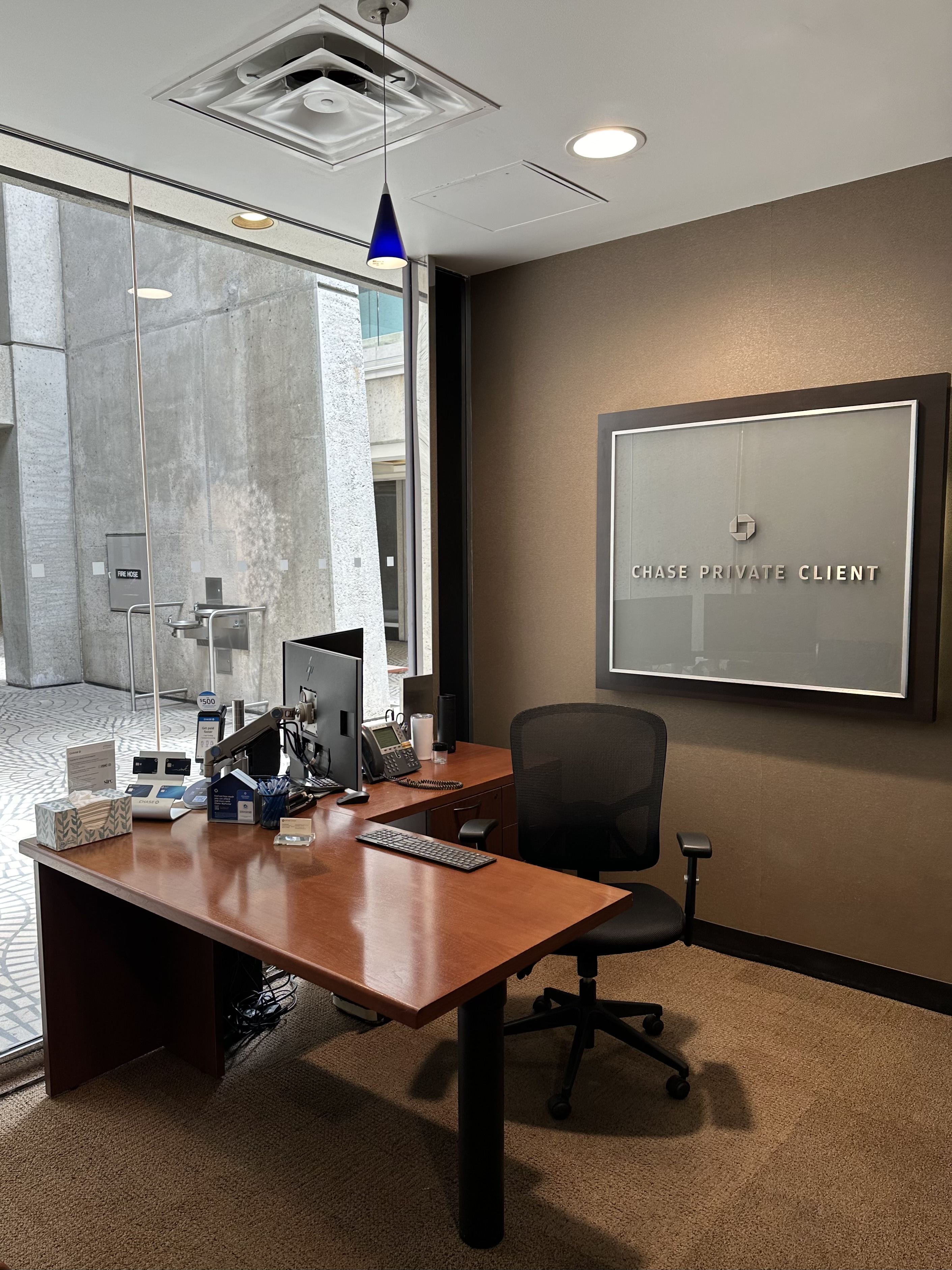
加利福尼亚州旧金山金融区一家支行的「Chase Private Client」专用房间

## 腳註參考
1. ↑  Touryalai, Halah. . Forbes. October 4, 2013  [2013-10-25]. （原始内容存档于2021-02-09）.
2. ↑  . JPMorgan Chase. 2016-08  [2017-04-18]. （原始内容存档于2021-02-25） （英语）.
3. ↑   (PDF). JPMorgan Chase & Co. 2008  [2011-10-14]. （原始内容 (PDF)存档于2011-09-27）.
4. ↑  . International Directory of Company Histories. St. James Press. 2001  [2007-11-04]. （原始内容存档于2006-05-05）.
5. ↑  . JPMorgan Chase & Co.   [2011-10-14]. （原始内容存档于2019-07-10）.
6. ↑  .   [2025-01-22]. （原始内容存档于2024-10-03）.
7. ↑  Tully, Shawn. . Fortune Magazine/CNN Money. February 27, 2009  [2009-12-17]. （原始内容存档于2012-01-19）.
8. ↑  . USA Today. Associated Press. October 16, 2008  [2009-12-17]. （原始内容存档于2011-06-28）.
9. 1 2 3 4   (PDF). JPMorgan Chase & Co.   [2007-11-04]. （原始内容 (PDF)存档于2007-11-29）.
10. ↑  Koeppel, Gerard T. . The Economist. 2000-03-16  [2011-10-14]. （原始内容存档于2017-11-19）.
11. 1 2  . International Directory of Company Histories. St. James Press. 2001  [2007-11-04]. （原始内容存档于2006-05-05）.
12. ↑  David Rockefeller, Memoirs, New York: Random House, 2002. (pp.124-25)
13. ↑  Alyssa Newcomb. . NBC News.   [2019-08-10]. （原始内容存档于2024-07-08）.

## 進階閱讀
- The Chase: The Chase Manhattan Bank, N.A., 1945-1985, John Donald Wilson, Boston: Harvard Business School Press, 1986.
- Memoirs. David Rockefeller, New York: Random House, 2002.
- The Chairman: John J. McCloy - The Making of the American Establishment, Kai Bird, New York: Simon & Schuster, 1992.
- Water for Gotham:  A History, Gerard T. Koeppel, Princeton:  Princeton University Press, 2000.

## 外部連結
- Chase.com （页面存档备份，存于）
- An Evolutionary View of Internationalization: Chase Manhattan Bank, 1917 to 1996. A Financial Institutions Center study (pdf) completed in 2002.